# 620-as évek
Évszázadok: 6. század – 7. század – 8. század
Évtizedek: 570-es évek – 580-as évek – 590-es évek – 600-as évek – 610-es évek – 620-as évek – 630-as évek – 640-es évek – 650-es évek – 660-as évek – 670-es évek
Évek: 620 621 622 623 624 625 626 627 628 629

## Események
- Mohamed kivándorlása, áttelepülése, (helytelenül "futása") (hidzsra). A próféta Mekkából Medinába menekül ellenlábasai elől. Ez az iszlám időszámítás kezdőpontja.
- A buddhizmus államvallás lesz Kínában [
- I. Honoriusz pápa beiktatása.
- Az avarok sikertelenül ostromolják meg Bizáncot, a bizánciak abbahagyják az aranyadó fizetését, az Avar Birodalom ezután néhány év alatt a Kárpát-medencébe szorul vissza
- Medina lakói is az iszlám hitre térnek.
- A szlávok megtámadják Thesszalonikét.
- Tang Kao-cu kínai császár lemond fia, Taj-cung javára
- A bizánci hadsereg ninivei csatában megsemmisíti a Szászánidák államát

## Híres személyek
Ping-jang hercegnő halála
I. Marván omajjád kalifa († 685) születése
II. Rekkared nyugati gót király halála
Sisebut nyugati gót király halála
V. Bonifác pápa halála
II. Chlothar frank király halála
Adaloald longobárd király halála